# Дело (1901 – 1902)
Вижте пояснителната страница за други значения на Дело.
„Дело“ (изписване до 1945 година: „Дѣло“) е български вестник, легален орган на Вътрешната македоно-одринска революционна организация, излизал през 1901 - 1902 година с главен редактор Пейо Яворов. От брой № 7 отговорен редактор е Александър Георгиев, а от брой № 13 главен редактор е и Никола Харлаков. Във вестника пише и Антон Страшимиров.

## История
| Годишнина | Броеве | Дати                           |
| --------- | ------ | ------------------------------ |
| I         | 1 – 29 | 31 декември 1902 – 28 юли 1902 |

Вестникът излиза всеки понеделник. Подзаглавието му е „Независим македоно-одрински лист“, а след № 13 се променя на „Бранител на македоно-одринските революционни интереси“. Печата се в печатницата на Иван К. Цуцев, а от брой 8 и в тази на Иван К. Божинов.
„Дело“ изразява възгледите на легалните македоно-одрински дейци в България, които след разцепването на Върховния комитет са на страната на Христо Станишев и се обявяват за водеща роля на ВМОРО в революционното движение. Вестникът е основан по идея на Тодор Кърбларов, като е специално създаден за спора между появилите се два върховни комитета. Христо Силянов пише:
| „ | Въ началото на 1902 година вѫтрешнитѣ имаха вече и свой печатенъ органъ, създаденъ специално за нуждитѣ на спора — в. „Дѣло”, който, по думитѣ на редактора му П. К. Яворовъ, „даде на читателитѣ си 30 статии върху нарушената отъ Комитета директива — и нито три, поне за разнообразие, противъ Турция...” | “ |

Вестникът защитава идеята за автономия на Македония и по-късното ѝ обособяване като отделна държава и отхвърля опасенията, че този политически сепаратизъм може да доведе до разкъсване на единството на българската нация. От вестника излизат 29 броя.